# Nils Lagerlöf (veterinär)
Nils Petrus Lagerlöf, född 25 augusti 1895 i Sunnemo, Värmlands län, död 9 november 1970 i Stockholm, var en svensk veterinärmedicinsk forskare.
Lagerlöf avlade veterinärexamen 1919, blev veterinärmedicine doktor 1936 och laborator 1922. Han var professor i obstetrik och gynekologi vid Veterinärhögskolan 1934–1962 (t.f. 1933), och var högskolans rektor 1957–1962. Han var också speciallärare vid Lantbrukshögskolan 1947–1964, och FAO-expert i Indien 1953–1954 samt i Thailand och Turkiet 1956.
Lagerlöf studerade infertilitet hos svenskt boskap, vilket var ett omfattande problem i slutet av 1920-talet. År 1930 tillbringade han ett år vid Cornell University hos Walter L. Williams, som var en framstående forskare inom reproduktionssjukdomar hos boskap. Hans fortsatta forskning på området ledde till hans doktorsavhandling, som han skrev 1934 vid Karolinska Institutet, då Veterinärhögskolan ännu inte hade fått promoveringsrättigheter.
Lagerlöf invaldes som ledamot av Lantbruksakademien 1946. Han var veterinärmedicine hedersdoktor i Hannover, London, Helsingfors, Gent och Bangkok, och blev medicine hedersdoktor vid Karolinska Institutet 1962, samt hedersdoktor i Philadelphia 1967. Lagerlöf tilldelades KTH:s stora pris 1962. Han blev riddare av Nordstjärneorden 1943, kommendör av samma orden 1955  och kommendör av första klassen 1963. Lagerlöf är begravd på Sunnemo kyrkogård.